# Scopula astrabes
Scopula astrabes là một loài bướm đêm trong họ Geometridae.